# Leopold Lažanský
Leopold hr. Lažanský von Bukova (ur. 14 czerwca 1808 we Lwowie, zm. 7 listopada 1860 w Brnie) – czeski polityk, gubernator Moraw, honorowy obywatel Lwowa.
Urodził się w szlacheckiej rodzinie z Czech. Studiował na uniwersytetach w Pradze i Wiedniu. Od 1829 pracował w administracji galicyjskiej. Zaczynał od praktykanta w Gubernium Galicji we Lwowie, w latach 1842–1844 starosta ołomuniecki. Od 1844 wiceprezes Gubernium (rządu krajowego c. k.) we Lwowie, od 1847 wicegubernator, a od 1849 gubernator Moraw. W działalności politycznej był zdecydowanym konserwatystą. W 1833 otrzymał tytuł c.k. szambelana. 
22 lipca 1847 magistrat miasta Lwowa wręczył mu dyplom honorowego obywatela Lwowa, w uznaniu zasług dla mieszkańców i zakładów dobroczynności w mieście.

## Odznaczenia
- Komandor Orderu Leopolda